# Roxana Chacón
Roxana Chacón (Caracas, 11 de diciembre de 1981) es una exactriz, exanimadora y exbailarina venezolana que interpretó desde muy pequeña programas y series juveniles, entre ellas destacan Entre Tú y Yo, De sol a sol y El club de los tigritos.

## Carrera y trayectoria artística
Roxana dio sus primeros pasos en la pantalla chica en 1987 en el programa de televisión Sábado Sensacional, de Venevisión, cuando formó parte de "Los Mini Pops". Seguidamente en 1990 tuvo una participación en la novela Emperatriz haciendo el papel de una niña llamada Elena Lander, protagonizada por Marina Baura y Raúl Amundaray, en 1991 trabajo varios capítulos en la novela La traidora, en 1992 interpreta a Daria en Piel; en 1994 su mejor proyecto que la llevaría a la fama por su talento y carisma y reconocimiento artístico en Venezuela y en toda Latinoamérica fue como presentadora, bailarina, cantante y actriz en El club de los tigritos junto a Jalymar Salomón, Wanda D'Isidoro, Estefanía López, Tyanny Santos, Yorgelis Delgado, Lourdes Martínez y Merly Borrás, hasta su retiro en 1999.
En el 1998 protagonizó la telenovela Jugando a ganar en 1999 fue la presentadora del programa Rugemania ese mismo año le dieron el papel protagónico de la novela el Poder de géminis, en el 2000 su personaje de Roxana en la serie juvenil  De sol a sol donde compartió créditos con Servando Primera y Florentino Primera que pertenecían en ese momento a la agrupación de salsa llamada Salserin y luego su último proyecto fue Entre tu y yo, Roxana interpretó a Alba siendo la protagonista de la serie donde participaron René y Renny nuevos integrantes del grupo musical venezolano Salserín. 
Todos estos programas fueron transmitidos por Venevisión.

## Carrera en Panamá
Roxana actualmente vive en Panamá y esta alejada de la televisión y se dedica al mundo del marketing empresarial.
Luego de haberse graduado de Administradora de empresas con concentración en marketing en la Universidad Metropolitana en Caracas, Venezuela y especializarse en Marketing Estratégico por la Universidad de Chile, Roxana se muda a Panamá donde ha ocupado importantes posiciones en áreas de mercadeo de medios de comunicación y prestigiosas empresas de Real Estate.
Hoy en día es asesora de distintos negocios y emprendedores, a la vez de haberse convertido en EXMA Speaker con participación en eventos de marketing en Panamá, Ecuador y Chile en el “Flu Marketing Woman” y está certificada como facilitadora del Efecto Wow en la Universidad del efecto Wow.

## Vida familiar
Roxana está casada con el piloto de aviones Eduardo De La Cruz y tienen un hijo juntos.

## Filmografía
- Los mini Pops (1987-1993)
- Emperatriz (1990)
- La traidora (1991)
- Piel (1992)
- La isla de Los Tigritos (1993)
- Sábado gigante (1994)
- El club de los tigritos (1994-1999)
- De sol a sol (1996)
- Entre tu y yo (1997)
- Jugando a Ganar (1998)
- Rugemania (1999)
- El super club de los tigritos (1999)
- El poder de géminis (1999)